# Cyril Gringore
Cyril Gringore (* 2. Oktober 1972 in Riom) ist ein französischer Fußballschiedsrichterassistent. Er steht als dieser seit 2010 auf der Liste der FIFA-Schiedsrichter.

## Karriere
Als Assistent wurde er nicht nur auf nationaler Ebene, sondern auch international eingesetzt, sowohl in Begegnungen auf Klub-Ebene als auch bei Länderspielen. Hierbei war er unter anderem in der UEFA Nations League, der Europameisterschaft 2020 als auch bei der Weltmeisterschaft 2018 vertreten. Zur Weltmeisterschaft 2022 wurde er wiederum ins Aufgebot der Assistenten berufen.
Im Mai 2022 gehörte Gringore mit seinem Kollegen Nicolas Danos zu dem Gespann von Schiedsrichter Clément Turpin, der das UEFA-Champions-League-Finale 2022 zwischen dem FC Liverpool und Real Madrid (0:1) leitete.